# ゾラン・ヴリッチ
ゾラン・ヴリッチ（Zoran Vulić、1961年10月4日 - ）は、クロアチア（旧ユーゴスラビア）の元サッカー選手、サッカー指導者。ポジションはディフェンダー。

## 経歴
地元のHNKハイドゥク・スプリトで長くレギュラーとして活躍し、スペインのRCDマジョルカとフランスのFCナントにも在籍したセンターバック。ユーゴスラビア代表では1986年から1991年までの25試合に出場し、クロアチア代表では1990年から1993年までの3試合に出場した。